# Manecilla (tecnología)
En mecánica, manecilla puede referirse a:
- Abrazadera, generalmente de metal, que se suele poner en ciertos libros para que estén bien cerrados. Las encuadernaciones de pergamino y las de manuscritos preciosos están con frecuencia provistas de manecillas, algunas decoradas con figuras.
- Mango o asa por donde se agarra la esteva del arado.